# Dolbina formosana
Dolbina formosana är en fjärilsart som beskrevs av Matsumura 1927. Dolbina formosana ingår i släktet Dolbina och familjen svärmare. Inga underarter finns listade i Catalogue of Life.